# Fuelle Noir
Fuelle Noir — дебютный микстейп российского рэпера Thrill Pill. Он был выпущен 8 марта 2018 на лейблах Студия Союз и A+. На микстейпе присутствует единственное гостевое участие от Lizer. Хип-хоп-портал The Flow поместил альбом на 28 строчку «50 отечественных альбомов 2018».

## Описание
Название микстейпа отсылает к предыдущему псевдониму Thrill Pill.
В некоторых песнях с микстейпа Thrill Pill отходит от привычных текстов и звучания, отдавая предпочтение лирике и собственному необработанному голосу.
Thrill Pill также заявил, что это его самый честный релиз.
После выпуска микстейпа Thrill Pill отправился в тур.

## Продвижение

### Синглы
Первый и единственный сингл «Как достать соседа» был выпущен 17 ноября 2017 года. 20 января 2018 года для песни был выпущен видеоклип.

### Видеоклипы
2 сентября 2018 года был выпущен видеоклип на песню «Фотографии», который был спродюсирован Михаилом Кумаровым.

## Отзывы
| Оценки критиков | Оценки критиков                                                          |
| Источник        | Оценка                                                                   |
| --------------- | ------------------------------------------------------------------------ |
| Rate Your Music | 2 из 5 звёзд · 2 из 5 звёзд · 2 из 5 звёзд · 2 из 5 звёзд · 2 из 5 звёзд |

В Rhyme отметили, что у Thrill Pill есть проблемы с выстраиванием мыслей, однако похвалили заедающие в голову инструменталы, быстрый флоу и отсылки к видеоиграм.

## Список композиций
| №   | Название                    | Автор(ы)                      | Продюсер(ы)                 | Длительность |
| --- | --------------------------- | ----------------------------- | --------------------------- | ------------ |
| 1.  | «Мои люди»                  | Тимур Самедов                 | Ocean B                     | 3:33         |
| 2.  | «Про любовь»                | Тимур Самедов                 | Ocean B                     | 0:33         |
| 3.  | «Урод»                      | Тимур Самедов                 | Ocean B                     | 3:00         |
| 4.  | «Боль» (при участии Лизера) | Арсен Магомадов Тимур Самедов | RedLightMuzik Reality Beats | 2:05         |
| 5.  | «Очень много»               | Тимур Самедов                 | Ocean B                     | 2:33         |
| 6.  | «Слухи»                     | Тимур Самедов                 | RedLightMuzik COPTA         | 3:54         |
| 7.  | «Скит»                      | Тимур Самедов                 |                             | 2:27         |
| 8.  | «Тёмная сторона»            | Тимур Самедов                 | COPTA                       | 2:44         |
| 9.  | «Как достать соседа»        | Тимур Самедов                 | RedLightMuzik               | 1:40         |
| 10. | «Фотографии»                | Тимур Самедов                 | Ocean B                     | 3:37         |